# أحمدرضا ذوالفقاري
أحمد رضا ذوالفقاري دارياني (بالفارسية: احمدرضا ذوالفقاری داریانی؛ 26 نوفمبر/تشرين الثاني 1959 - 13 يونيو/حزيران 2025) أستاذٌ إيرانيٌّ في الفيزياء النووية وعميد كلية العلوم النووية بجامعة شهيد بهشتي. قُتل خلال الغارات الإسرائيلية على إيران في يونيو/حزيران 2025.

## حياته المهنية
كان ذوالفقاري عضوًا في هيئة التدريس بكلية الهندسة النووية بجامعة شهيد بهشتي. ويُقال إنه لعب دورًا هامًا في التعليم والبحث المتعلقين بالعلوم النووية الإيرانية. كان كلٌّ من ذوالفقاري وعبدالحميد مينوتشهر ناشطين في مشاريع وطنية واستراتيجية تتعلق بتطوير التكنولوجيا النووية في إيران. كما شارك في لجان متخصصة في الصناعة النووية، وساهم في توطين المعرفة التقنية النووية. وكان أيضًا رئيس تحرير مجلة "التكنولوجيا النووية والطاقة".
في 13 يونيو 2025، قُتل خلال الغارات الإسرائيلية على إيران في نفس الشهر عن عمر يناهز 65 عامًا. وكان من المقرر أن تُقام جنازته في 28 يونيو إلى جانب جنازات جميع القادة الكبار الذين قُتلوا خلال الحرب بين إيران وإسرائيل.